# 服部正義 (水戸市長)
服部 正義（はっとり まさよし、1839年10月26日（天保10年9月20日） - 1915年（大正4年）9月12日）は、日本の政治家。初代水戸市長。

## 来歴
水戸藩士雨宮家に生まれる。服部家を継ぎ、明治維新後は水戸藩の権少参事、廃藩置県後は茨城県那珂郡湊村（のち湊町→那珂湊町→那珂湊市、現・ひたちなか市）戸長、那珂郡長、下市（現・水戸市）戸長を経て、1889年、市制施行により、水戸市が発足、市会議員に当選した。その後、初代市長に選ばれ、市会議員も兼ねた。1890年に明治天皇行幸には市長として奉迎し、市役所を鉄砲町の上市戸長役場から柵町の新庁舎に移転した。市長時代は「果断勇決」「其一旦所思を決するや勇往直截其の目的を遂行せざれば止まざるの風あり」「謹厳其のものともいうべき人物」と評された。市長は1892年まで務めた（水戸市議も退任した）。その後は下市代耕銀行頭取などを務めた。